# 马尼厄欧特里沃
马尼厄欧特里沃（法語：Magneux-Haute-Rive，法語發音：[maɲø ot ʁiv]）是法国卢瓦尔省的一个市镇，位于该省中部，卢瓦尔河左岸，属于蒙布里松区。

## 地理
马尼厄欧特里沃（45°40'14"N, 4°10'16"E）面积12.56 平方千米，位于法国奥弗涅-罗讷-阿尔卑斯大区卢瓦尔省，该省份为法国中南部省份，北起顺时针与索恩-卢瓦尔省、罗讷省、伊泽尔省、阿尔代什省、上盧瓦爾省、多姆山省和阿列省接壤。
与马尼厄欧特里沃接壤的市镇（或旧市镇、城区）包括：沙兰勒孔塔勒、尚贝翁、马尔克洛、福雷地区莫尔南、圣洛朗拉孔什。
马尼厄欧特里沃的时区为UTC+01:00、UTC+02:00（夏令时）。

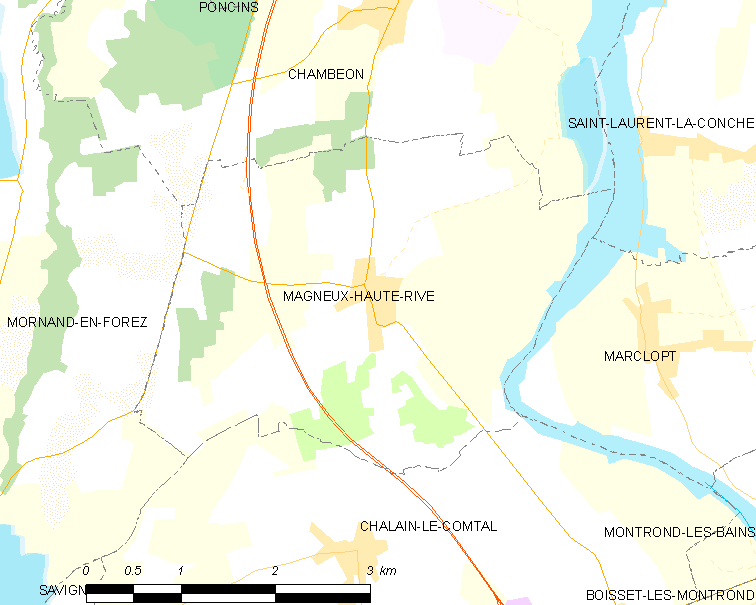
马尼厄欧特里沃的OSM定位图

## 行政
马尼厄欧特里沃的邮政编码为42600，INSEE市镇编码为42130。

## 政治
马尼厄欧特里沃所属的省级选区为蒙布里松县。

## 交通
法国国家A72号高速公路经过马尼厄高岸境内西部并设有服务区，但未设出入口。
卢瓦尔省省道D6线和D107线在镇中心交汇。

## 人口

1962-2008年间马尼厄欧特里沃人口变化图示

马尼厄欧特里沃于2022年1月1日时的人口数量为560人。